# Aroche
Aroche és un poble de la província de Huelva (Andalusia), que pertany a la comarca de Sierra de Huelva. Es troba dins el Parc Natural de Sierra de Aracena i Picos de Aroche

## Demografia
| 1996  | 1998  | 1999  | 2000  | 2001  | 2002  | 2003  | 2004  | 2005  | 2006  |
| ----- | ----- | ----- | ----- | ----- | ----- | ----- | ----- | ----- | ----- |
| 3.581 | 3.542 | 3.517 | 3.503 | 3.446 | 3.384 | 3.396 | 3.360 | 3.319 | 3.211 |